# Spilornis
Genre
Spilornis ou aigle des serpents ou serpentaire est un genre d'oiseaux de la famille des Accipitridae.
Comme son nom l'indique, il mange essentiellement des reptiles, surtout des serpents, et des grenouilles et il mange très rarement des mammifères ou des oiseaux.
Excepté le serpentaire bacha que l'on trouve dans toute l'Asie tropicale, les cinq autres espèces sont insulaires et vivent dans des îles de Malaisie ou d'Indonésie.

## Liste d'espèces
D'après la classification de référence (version 14.1, 2024) de l'Union internationale des ornithologues, il y a 6 espèces du genre Spilornis (ordre philogénique) :
- Spilornis cheela (Latham, 1790) – Serpentaire bacha ;
- Spilornis klossi Richmond, 1902 – Serpentaire menu ;
- Spilornis kinabaluensis Sclater, WL, 1919 – Serpentaire du Kinabalu ;
- Spilornis rufipectus Gould, 1858 – Serpentaire des Célèbes ;
- Spilornis holospilus (Vigors, 1831) – Serpentaire des Philippines ;
- Spilornis elgini (Blyth, 1863) – Serpentaire des Andaman.